# آني خالد
آني خالد (بالإنجليزية: Annie Khalid) هي مغنية وعارضة بريطانية، ولدت في 27 مارس 1987 في لاهور في باكستان.

## وصلات خارجية
- آني خالد على موقع IMDb (الإنجليزية)
- آني خالد على موقع ميوزك برينز (الإنجليزية)